# Іващук Петро Володимирович
Петро Володимирович Іващук (нар. 1 липня 1951, селі Окіп, Білогірський район, Хмельницької області) .

## Біографія
У 1983 році закінчив Кам'янець-Подільський сільськогосподарський інститут за фахом вчений агроном; кандидатська дисертація «Оптимізація технології вирощування кукурудзи на зерно в умовах Західного Лісостепу України» (Подільський державний аграрний університет, 2007).
У 1969–1971 роках проходив службу в лавах Радянської Армії. У 1972–1975 роках — електрозварювальник і механізатор в колгоспі «Зоря комунізму» села Мокроволя. У 1975—1977 роках проходив навчання в Рівненській радянсько-партійній школі за спеціальністю «Агроном»; у серпні — вересні 1977 року — агроном колгоспу «Зоря комунізму». У 1977–1980 роках — заступник голови правління колгоспу імені Кутузова села Кур'янки. У 1980—1985 роках — заступник голови правління колгоспу «Зоря комунізму». У 1985–1988 роках — секретар парткому колгоспу «Україна» села Квітневе; у 1988—1998 роках — голова правління колгоспу «Україна» села Квітневе. У 1998–2003 роках — генеральний директор ТОВ "Племзавод «Квітневе». З 1998 року — депутат Хмельницької обласної ради.
З 2003 року — генеральний директор ТОВ науково-виробнича агрофірма «Перлина Поділля» села Квітневе Білогірського району Хмельницької області.
Указом Президента України Леоніда Кучми № 952/2004 від 21 серпня 2004 року за визначні особисті заслуги перед Українською державою у розвитку агропромислового комплексу, досягнення стабільних високих показників у виробництві сільськогосподарської продукції, багаторічну самовіддану працю генеральному директору товариства "Науково-виробнича агрофірма «Перлина Поділля» Білогірського району Хмельницької області Петру Володимировичу Іващуку присвоєно звання Герой України з врученням ордена Держави.
У 2006 році балотувався до Верховної Ради України від Народного блоку Литвина (№ 231 у виборчому списку), але до парламенту не пройшов.

## Нагороди
Заслужений працівник сільського господарства України (20 серпня 2003, за значний особистий внесок у соціально-економічний і культурний розвиток України, зразкове виконання службового обов'язку, вагомі здобутки у професійній та громадській діяльності). Нагороджений орденом «Знак Пошани», медаллю «За мужність в охороні державного кордону України»; орденом князя Ярослава Мудрого V ступеня (13 листопада 2009, за вагомий особистий внесок у розвиток агропромислового комплексу України, досягнення високих показників у виробництві сільськогосподарської продукції, багаторічну сумлінну працю та з нагоди Дня працівників сільського господарства), орденом «За заслуги» ІІІ ступеня.